# یدالله عاطفی
یدالله عاطفی (زاده ۷ دی ۱۳۲۳ در کرمانشاه)، شاعر و پژوهشگر ادبیات فارسی است.

## زندگی
یداللٰه عاطفی (فرزند حبیب‌الله) متخلص به آشفته در هفتم دی‌ماه ۱۳۲۳ خورشیدی در شهر کرمانشاه و در محلّۀ قدیمی تیمچۀ ملّاعبّاس‌علی (میدان جوانشیر کنونی) به دنیا آمد. در همین شهر به دبستان و دبیرستان رفت. در دورۀ ابتدایی و متوسّطه، به شعر، داستان، موسیقی، نقّاشی و خوش‌نویسی علاقه‌مند شد و همین دل‌بستگی‌ها سبب شد که در نوجوانی و جوانی، از شنوندگان پروپاقرص و ثابت برنامه‌های شعر و ادب و موسیقی رادیو همچون «گل‌های جاویدان»، «گل‌های رنگارنگ»، «گل‌های صحرایی»، «یک شاخه گل»، «گل‌های تازه» و... باشد. از شعر و موسیقی لذّت فراوان می‌برد و از آن‌ها کم‌وبیش توشه برمی‌گرفت. فی‌المثل، از راه گوش دادن و به شیوۀ سماعی، با دستگاه‌ها و گوشه‌های موسیقی ملّی و شعر و ادب پُربار و کهن‌سال ایران آشنا می‌شد. تأثیر شعر و موسیقی بر او چنان قوی و نیرومند بود که هم مشق شاعری و نویسندگی می‌کرد و هم با صدای دودانگی که داشت، دستگاه‌هایی را که از رادیو شنیده بود به آواز می‌خواند و ترانه‌های جدید یا قدیم را زمزمه می‌کرد. بعدها پس از آشنایی و دوستی پایدار با استاد کیخسرو (علی) پورناظری ـ که هم‌کلاسی سال آخرش (پایۀ دوازدهم) در دبیرستان رازی کرمانشاه بود ـ و پسرعمویش، شهرام ناظری، از راز و رمز دستگاه‌ها و گوشه‌های متنوّع و سحرانگیز ساز و آواز ایرانی چیزهای بیش‌تری آموخت.
زمانی که سال‌های آخر دبیرستان را می‌گذراند، برخی بزرگان شعر و ادب کرمانشاه، که شیفتگی و علاقه‌مندی او را به شعر می‌دیدند، راهنمایی‌اش کردند که شب‌های سه‌شنبه به انجمن ادبی کرمانشاه به مدیریّت مرتضیٰ مهدوی، سردفتر اسناد رسمی، برود و شاعران و ادیبان شهر را از نزدیک ببیند و اشعارشان را از زبان خودشان بشنود. همین‌جا بود که برای اوّلین بار شاعران و استادان نامداری چون جلیلی بیدار، پرتو کرمانشاهی، هادی ارفع، جلالی مهجور و... را دید و از دانش و فضل آن‌ها بهره‌ها برد و بعد از مدّتی با آن‌ها دوست شد؛ بیش‌تر از همه با پرتو کرمانشاهی که شعر و ادب و وقار و نوجویی و نوگویی او بسیار با همگان فرق داشت. در همین انجمن بود که عاطفی سراغ بهزاد کرمانشاهی را گرفت و باخبر شد که دبیر ادبیّات دبیرستان پهلوی (پروینی) است و به انجمن نمی‌آید.
در سال‌های ۱۳۴۲ـ۱۳۴۳، با جلیل قریشی‌زاده (وفا کرمانشاهی) آشنا شد. قریشی‌زاده عاطفی را دعوت کرد که شب‌های چهارشنبه به انجمن ادبی «سخن» کرمانشاه برود و با شاعران این انجمن آشنا شود. انجمن در خیابان سعدی، کوی قاضی‌زاده، منزل برادر جلیل یعنی بدرالدّین قریشی‌زاده (فاخر)، دایر بود. پیش‌کسوت انجمن، کریم تمکین کرمانشاهی (۱۲۹۹ ـ ۱۳۵۷) بود که به دو زبان فارسی و کُردی غزل می‌سرود و شاعران را راهنمایی می‌کرد. حُسن و ابتکار این انجمن چاپ مرتّب جزوه‌های ماهانه‌ای بود که علاوه‌بر اشعار اعضای انجمن، در بخشی با عنوان «یادی از گذشتگان» به شاعران درگذشتۀ کرمانشاهی می‌پرداخت. در بخشی دیگر نیز اشعار شعرای تهران و دیگر استان‌ها که با انجمن در ارتباط بودند چاپ می‌شد. چاپ جزوه‌های انجمن ادبی سخن در دو سال ۱۳۴۲ و ۱۳۴۳ ادامه داشت و بیست‌وچهار شمارۀ تمام از آن منتشر شد. اوّلین شعر دورۀ جوانی‌اش نیز در شمارۀ اوّل سال دوم همین نشریّه در فروردین‌ماه ۱۳۴۳ چاپ شد. نخستین مقالۀ پژوهشی‌اش با نام «نگاهی به زندگی، آثار و سبک اشعار استاد ملک‌الشّعرای بهار» نیز آذر‌ماه همان سال در روزنامۀ کرمانشاه چاپ شد. 
پس از گرفتن دیپلم طبیعی (تجربی) در خردادماه ۱۳۴۴، دو سال به‌عنوان سپاهی دانش به خدمت سربازی رفت و پس از پایان خدمت، در سال ۱۳۴۶ به استخدام رسمی ادارۀ فرهنگ درآمد و آموزگار روستاهای نهاوند شد. در این سال‌ها شعرها و مقالات او در نشریّات محلّی کرمانشاه مانند شاهد غرب، باختر، آوای کرمانشاه، نقد حال، غرب و صفیر غرب، و در مجلّات تهران چون اطّلاعات جوانان، اطّلاعات هفتگی، صبح امروز، امید ایران، تهران مصوّر، فردوسی، روشن‌فکر و ... و بعدها در نشریّات وزین‌تری همچون آینده، کیهان فرهنگی و بخارا چاپ شد. 
یداللٰه عاطفی در مهرماه ۱۳۵۶ ضمن تدریس در مدارس کرمانشاه، در کنکور دانشکدۀ ادبیّات دانشگاه ابوریحان بیرونی (علّامه طباطبایی امروز) پذیرفته شد و پس از سه سال در خردادماه ۱۳۵۹ موفق به گرفتن مدرک کارشناسی زبان و ادبیّات فارسی شد. چون خانواده‌اش در کرمانشاه بودند و رفت‌وآمد برایش دشوار بود، از خیر ادامۀ تحصیل در دورۀ کارشناسی ارشد و دکتری گذشت و به زادگاهش برگشت و حدود نیم‌قرن (درست ۴۶ سال) به تدریس ادبیّات فارسی در کرمانشاه پرداخت و شاگردانی برجسته، ادیب، شاعر، نویسنده، دبیر، استاد دانشگاه و مدیرانی لایق و باکفایت برای خدمت به مردم پروراند که اغلب آن‌ها نیز امروز چون خود او بازنشسته شده‌اند. یداللٰه عاطفی سرانجام در سال تحصیلی ۱۳۹۰ ـ ۱۳۹۱، پس از چهل‌وشش سال تدریس، به درخواست خود بازنشستۀ دائم شد و با کلاس و تدریس و دانش‌آموزان و همکاران فرهنگی خداحافظی کرد. 
این افراد بیش‌ترین تأثیر را بر عاطفی داشته‌اند: نخست برادرِ شاعرِ جوان‌مرگش که دو سال از او بزرگ‌تر بود، اسداللٰه عاطفی (۱۳۲۱ ـ ۱۳۵۲)، سپس آشنایی و دوستی او با وفا، پرتو، یداللٰه بهزاد، جلیلی بیدار و کیوان سمیعی. نخستین دیدار و آشنایی‌اش با بهزاد کرمانشاهی، در سال ۱۳۴۳ و در دفتر کار سیّد جلیل قریشی‌زاده (وفا) واقع در میدان وزیری بود. ویژگی‌های بهزاد بیش از دیگران بر او تأثیر گذاشت و این دوستی و ارادت حدود نیم‌قرن تا روز مرگ بهزاد (۱۳۸۶) ادامه داشت.
عاطفی برعکس برخی از شاعران و ادیبان سنّت‌گرا، علاوه‌بر خواندن اشعار سنّتی شاعرانی چون ملک‌الشّعرای بهار، محمّدحسین شهریار، رهی معیّری، امیری فیروزکوهی، عماد خراسانی، هادی رنجی، سیمین بهبهانی، هوشنگ ابتهاج و شفیعی کدکنی، از همان اوایل جوانی، با اشعار نوِنیمایی نیز مأنوس بود و آثار نیما و پیروانش اخوان، شاملو، فروغ، سپهری، تولّلی، مشیری، کسرایی، نادرپور، حمید مصدّق و... را همیشه تورق می‌کرد و خود نیز از سال ۱۳۴۴ به بعد شعرهای نیمایی می‌سرود. او هم‌چنین با شاعران نوپرداز کرمانشاه ازجمله جواد محبّت، اصغر واقدی، تقی رشیدی، عزّت‌اللٰه زنگنه، فریبرز ابراهیم‌پور و... هم دوست بود.

## آثار

### چاپ‌شده‌
- گردآوری دیوان اشعار جلیلی بیدار کرمانشاهی، با مقدّمۀ کیوان سمیعی، نشر زوّار، ۱۳۷۰.
- گزیدۀ غزلیّات شهریار، با مقدّمه‌ای در شرح احوال و آثار و سبک شعری او، نشر نگاه و زرّین، ۱۳۷۴.
- گردآوری و چاپ دیوان ایرج رضایی (انور کرمانشاهی)، نشر آگاهان ایده، ۱۳۷۹.
- مقدّمه و ویرایش گزیدۀ دیوان ابوالقاسم لاهوتی تألیف غلام‌حسین امیری، انتشارات هرمز بیگلری، ۱۳۸۳.
- مقدّمه و ویرایش مجموعه‌شعر خانۀ برفی باور از محمّد شکری (آرش کرمانشاهی)، نشر گلچین ادب، ۱۳۸۳.
- مقدّمه و ویرایش دیوان علی قُربی به نام بزم قرب، نشر دیباچه، ۱۳۹۷.
- گردآوری مجموعۀ کامل اشعار برادرِ جوان‌مرگش اسداللٰه عاطفی به نام دلتنگ جاودان، نشر خزه، ۱۴۰۱.

### آمادۀ چاپ
- مجموعۀ اشعار فارسی و کُردی خان‌بابا جیحونی کرمانشاهی با عنوان گل وفا، با مقدّمه، شرح احوال و ویرایش اشعار.
- تذکرۀ شاعران کرمانشاه در دورۀ قاجار، برگرفته از تذکرۀ خطّی حدیقةالشعرای دیوان‌بیگیِ شیرازی، با مقدّمه و فهرست که به بهزاد کرمانشاهی تقدیم شده‌است.
- دیوان کامل اشعار علّامه جلیلی بیدار کرمانشاهی (نسخۀ خطّی به خطّ یداللٰه عاطفی).
- گردآوری و ویرایش مجموعه‌مقالات، سخنرانی‌ها و گفتارهای رادیویی جلیلی بیدار کرمانشاهی.
- گردآوری و ویرایش منتخب دیوان محمّدجواد شباب کرمانشاهی.
- گردآوری و ویرایش داستان‌های کوتاه تاریخی از حسین مسرور اصفهانی.
- یادنامۀ اسدالله عاطفی با اشعار و مقالات دوستان و معاصران.
- مجموعۀ اشعار سنّتی خود شامل غزلیّات، قصاید، قطعات، دوبیتی‌ها، رباعیات با عنوان سوز سخن.
- مجموعۀ اشعار نوِ نیمایی‌اش با عنوان در هالۀ خاطره‌ها.
- تصحیح و شرح و توضیح مثنوی پیر و جوان میرزا نصیر اصفهانی.

## مطالعهٔ بیشتر
- مجلّۀ باغ صائب، به‌کوشش خلیل سامانی، انتشارات انجمن ادبی صائب، ۱۳۴۶ـ ۱۳۴۷.
- دویست شاعر، به‌کوشش خلیل سامانی، انتشارات انجمن ادبی صائب، ۱۳۴۴.
- اقتراح‌های ادبی، به‌کوشش خلیل سامانی، انتشارات انجمن ادبی صائب، ۱۳۵۰.
- باران رحمت (شامل تک‌بیت‌ها و اشعار شاعران معاصر)، به‌کوشش رحمت موسوی گیلانی، انتشارات علمی، ۱۳۴۵.
- دریای رحمت (غزل معاصر ایران)، به‌کوشش رحمت موسوی گیلانی، بی‌نا، ۱۳۴۷.
- بیستون، به‌کوشش علی‌اشرف درویشیان، انتشارات شباهنگ، ۱۳۵۲.
- باغ هزارگل (تذکرۀ شعرای استان کرمانشاهان)، به‌کوشش فرشید یوسفی، انتشارات اسفار، ۱۳۶۸.
- نگین سخن، عبدالرّفیع حقیقت، انتشارات کومش، ۱۳۷۵.
- فرهنگ شاعران ایران، عبدالرّفیع حقیقت، انتشارات کومش، ۱۳۷۵.
- خلوت اُنس، به‌کوشش مشفق کاشانی و رضا اسماعیلی، انتشارات اطّلاعات، ۱۳۸۸.
- شکوفه‌ها و طلوع (اندیشه و احساس شاعران امروز)، م. شریف، انتشارات طوس (قم)، ۱۳۴۹.
- تذکرۀ سخنوران نامی معاصر ایران، سیّد محمّدباقر برقعی، انتشارات خرّم، ۱۳۷۴.
- غزل معاصر در قلمرو شعر امروز، جلیل وفا کرمانشاهی، انتشارات بهنام گنجی، ۱۳۷۰.
- شعر امروز ایران، مجید شفق، انتشارات سنایی، ۱۳۶۸.
- گل صدبرگ (غزل کرمانشاه) و گل صدبرگ (شعر نو کرمانشاه)، هر دو به ضمیمۀ روزنامۀ بیستون، به‌کوشش ناصر گلستان‌فر، ۱۳۸۱ ـ ۱۳۸۲.
- ادبیّات معاصر کرمانشاه، سید محسن مهرابی، انتشارات گلچین ادب، ۱۳۹۵.
- نغمه‌های سرزمین مادری (برگزیدۀ شعر معاصر کرمانشاه)، سودابه زنگنه، انتشارات هرمز، ۱۳۹۸.
- ویژه‌نامۀ یداللٰه عاطفی کرمانشاهی در شمارۀ پنجم فصل‌نامۀ قلم به سردبیری محسن احمدوندی در سال ۱۳۹۷ که با تغییرات و اضافاتی به‌صورت ضمیمۀ روزنامۀ شهر من به‌کوشش بنفشه رضایی و امیرپویا قدسی در سال ۱۳۹۹ منتشر شد.
- ده نگاه، ده زندگی (شعر و زندگی ده شاعر کرمانشاهی)، حجت‌اللٰه مولایی‌فر، انتشارات دینور، ۱۴۰۰.
- ناموران شعر و ادب کرمانشاه (زندگی، نقد و بررسی چهل شاعر و نویسندۀ کرمانشاهی)، محمّدامین مروّتی، ۱۴۰۲.